# Lifelike (Ui)
Lifelike è il terzo album in studio del gruppo musicale statunitense Ui, pubblicato il 6 aprile 1998 dalla Southern Records.

## Tracce
1. Drive Until He Sleeps – 4:05
2. Blood in the Air – 4:32
3. Undersided – 4:16
4. Digame – 3:54
5. Laceria – 3:30
6. Molloy's March – 3:17
7. Green of the Melon – 3:23
8. Spilling – 3:40
9. The Fortunate One Knows No Anxiety – 3:54
10. News to Go Farther – 2:09
11. Acer Rubrum – 4:56
12. Exeunt – 4:04